# Huta Toruan VIII
Huta Toruan VIII is een bestuurslaag in het regentschap Tapanuli Utara van de provincie Noord-Sumatra, Indonesië. Huta Toruan VIII telt 466 inwoners (volkstelling 2010).